# Confederación Asiática de Voleibol

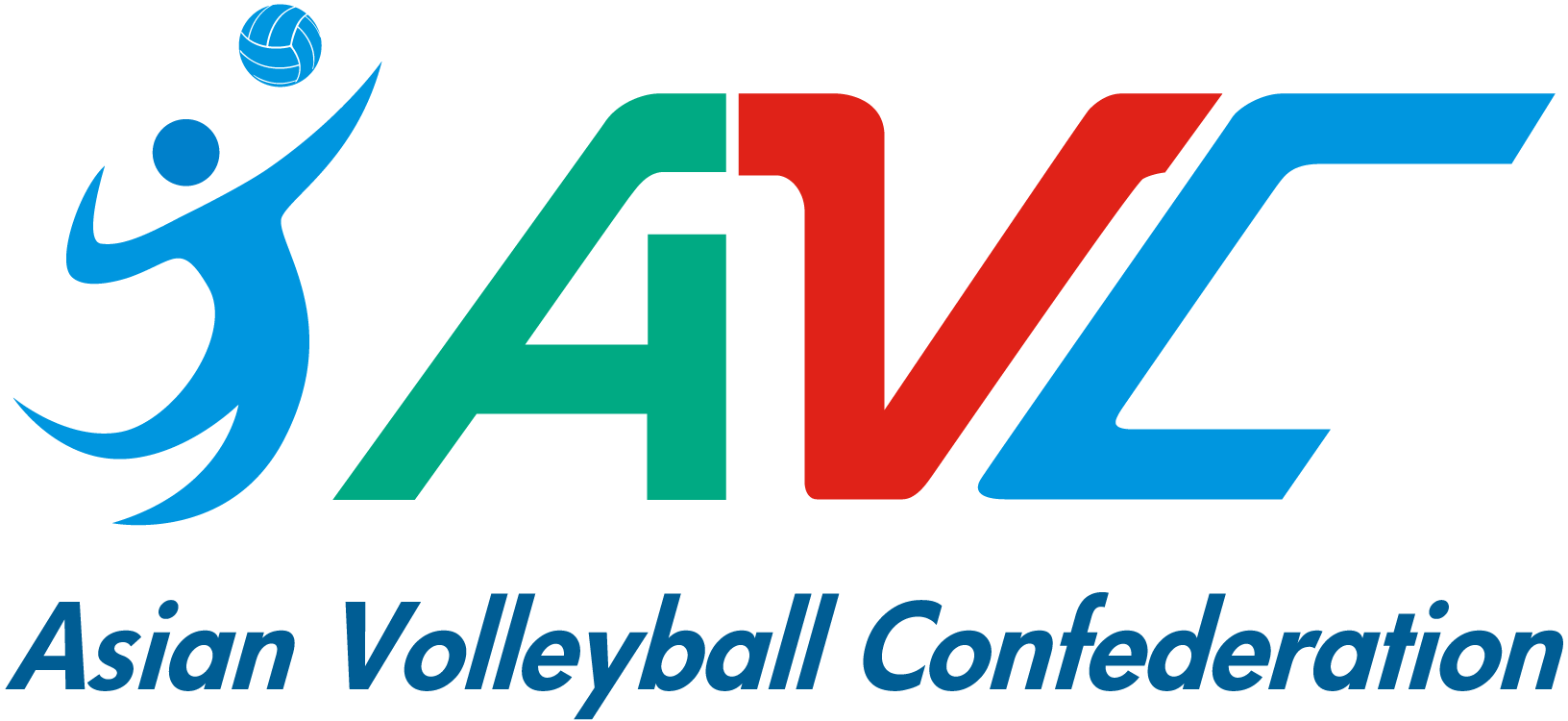
Logo de la Confederación Asiática de Voleibol, abreviada Asian Volleball Confederation (AVC) en inglés.

La Confederación Asiática de Voleibol (CAV) (en inglés: Asian Volleyball Confederation - AVC) es la entidad que regula el voleibol de Asia y Oceanía. Su sede se encuentra Pekín, China.

## Federaciones Afiliadas
Por causa del gran territorio que abarca esta Confederación, se crearon cinco asociaciones por zona:
- Extremo Oriente
- Asia Central (incluyendo el Sur de Asia)
- Oriente Medio
- Sudeste Asiático
- Oceanía

| Código | País                            | Federación                                             |
| --- | ------------------------------- | ------------------------------------------------------ |
| AFG | Afganistán                      | Afganistán Volleyball Association                      |
| ASM | Samoa Americana                 | American Samoa Volleyball Association                  |
| AUS | Australia                       | Australia Volleyball Federation                        |
| BGD | Bangladesh                      | Bangladesh Volleyball Federation                       |
| BTN | Bután                           | Bhutan Volleyball Federation                           |
| BHR | Bahréin                         | Bahrain Volleyball Association                         |
| BRN | Brunéi                          | Brunei Amateur Volleyball Association                  |
| KHM | Camboya                         | Cambodia Volleyball Federation                         |
| CHN | China                           | China Volleyball Association                           |
| COK | Islas Cook                      | Cook Islands Volleyball Association                    |
| FJI | Fiyi                            | Fiji Volleyball Federation                             |
| FSM | Estados Federados de Micronesia | Federated States of Micronesia Volleyball Association  |
| GUM | Guam                            | Guam Volleyball Federation                             |
| HKG | Hong Kong                       | Volleyball Association of Hong Kong, China             |
| INA | Indonesia                       | The National Volleyball Federation of Indonesia        |
| IND | India                           | Volleyball Federation of India                         |
| IRI | Irán                            | Volleyball Federation Islamic Republic of Iran         |
| IRQ | Iraq                            | Iraq Center Volleyball Federation (Sospesa)            |
| JOR | Jordania                        | Jordan Volleyball Federation                           |
| JPN | Japón                           | Japan Volleyball Association                           |
| KAZ | Kazajistán                      | Volleyball Federation of Republic of Kazakhstan        |
| KGZ | Kirguistán                      | Kirigistan Volleyball Federation                       |
| KIR | Kiribati                        | Kiribati Volleyball Federation                         |
| KOR | Corea del Sur                   | Korea Volleyball Association                           |
| KSA | Arabia Saudita                  | Arabia Saudita Volleyball Federation                   |
| KUW | Kuwait                          | Kuwait Volleyball Association                          |
| LAO | Laos                            | Lao Volleyball Federation                              |
| LIB | Líbano                          | Lebanese Volleyball Federation                         |
| MAC | Macao                           | Amateur Volleyball Association of Macao                |
| MYS | Malasia                         | Malaysia Amateur Volleyball Association                |
| MDV | Maldivas                        | Volleyball Association of Maldives                     |
| MGL | Mongolia                        | Volleyball Federation of Mongolia                      |
| MHL | Islas Marshall                  | Republic of the Marshall Islands Volleyball Federation |
| MMR | Myanmar                         | Myamar Volleyball Federation                           |
| NEP | Nepal                           | Nepal Volleyball Association                           |
| NIU | Niue                            | Niue Island Volleyball Association                     |
| NRU | Nauru                           | Nauru Volleyball Association                           |
| NZL | Nueva Zelanda                   | Volleyball New Zealand                                 |
| OMN | Omán                            | Oman Volleyball Association                            |
| PAK | Pakistán                        | Pakistan Volleyball Federation                         |
| PLW | Palaos                          | Palau Amateur Volleyball Association                   |
| PHI | Filipinas                       | Philippine Amateur Volleyball Association              |
| PSE | Palestina                       | Palestine Volleyball Association                       |
| PNG | Papúa Nueva Guinea              | Papua New Guinea Amateur Volleyball Federation         |
| PRK | Corea del Norte                 | The Volleyball Association of the D.P.R. Korea         |
| QAT | Qatar                           | Qatar Volleyball Association                           |
| MNP | Islas Marianas del Norte        | Saipan Amateur Volleyball Association                  |
| WSM | Samoa                           | Western Samoa Volleyball Association                   |
| SGP | Singapur                        | Volleyball Assocaition of Singapore                    |
| SLB | Islas Salomón                   | Solomon Islands Volleyball Federation                  |
| SRI | Sri Lanka                       | Sri Lanka Volleyball Federation                        |
| SYR | Siria                           | Syrian Arab Volleyball Federation                      |
| PYF | Tahití                          | Volleyball Federation of Tahiti                        |
| TON | Tonga                           | Tonga National Volleyball Association                  |
| THA | Tailandia                       | The Amateur Volleyball Association of Thailand         |
| TJK | Tayikistán                      | Volleyball Federation of Tadjikistan                   |
| TKM | Turkmenistán                    | Turkmenistan Volleyball Federation                     |
| TPE | China Taipéi                    | Chinese Taipei Volleyball Association                  |
| TUV | Tuvalu                          | Federation De Volleyball De Tuvalu                     |
| UAE | Emiratos Árabes Unidos          | United Arab Emirates Volleyball Association            |
| UZB | Uzbekistán                      | Uzbekistan Volleyball Federation                       |
| VUT | Vanuatu                         | Vanuatu Amateur Volleyball                             |
| VIE | Vietnam                         | Volleyball Federation of Vietnam                       |
| YEM | Yemen                           | Yemen Volleyball Association                           |
| La Polinesia Francesa participa bajo la federación de su isla más importante, Tahití. Para las Islas Marianas del Norte se refiere a la federación de Saipán. |                                 |                                                        |

## Medallero Histórico
- Actualizado hasta 2011.

| Núm. | País            | Oro | Plata | Bronce | Total |
| ---- | --------------- | --- | ----- | ------ | ----- |
| 1    | China           | 31  | 17    | 15     | 63    |
| 2    | Japón           | 21  | 24    | 14     | 59    |
| 3    | Corea del Sur   | 12  | 21    | 25     | 58    |
| 4    | Irán            | 10  | 4     | 2      | 16    |
| 5    | India           | 1   | 3     | 6      | 10    |
| 6    | China Taipéi    | 1   | 2     | 7      | 10    |
| 7    | Australia       | 1   | 2     | 1      | 4     |
| 8    | Tailandia       | 1   | 1     | 5      | 7     |
| 9    | Kazajistán      | 0   | 2     | 0      | 2     |
| 10   | Corea del Norte | 0   | 1     | 1      | 2     |
| 11   | Arabia Saudita  | 0   | 1     | 0      | 1     |
| 12   | Catar           | 0   | 0     | 1      | 1     |
| 12   | Pakistán        | 0   | 0     | 1      | 1     |